# The Trial (brano musicale)
The Trial è una canzone dei Pink Floyd pubblicata nel 1979, all'interno dell'album The Wall.

## Composizione
Il brano dura circa 5 minuti e 13 secondi.
È conosciuto in particolare per l'esecuzione vocale di Roger Waters, unito al particolare stile musicale, che lo rendono più simile ad un pezzo di un'opera teatrale che ad una canzone rock, dato che è in gran parte musicato da un'orchestra, e solo verso la fine del brano entra la chitarra di David Gilmour, comunque in sottofondo. I ritornelli sono cantati in parte da Waters ed in parte da un coro di voci femminili.
La canzone è particolarmente interessante per il fatto di essere stata scritta nello stile teatrale di Bertolt Brecht e Kurt Weill.
La canzone si apre con il suono di un chiavistello, dopodiché entrano l'orchestra e, qualche secondo dopo, la voce di Roger Waters che impersona vari personaggi (tutti legati alla vita del protagonista vedi sotto). Il brano presenta alcune somiglianze con la prima canzone cantata da Dorothy nel film "Il Mago Di Oz", ma il produttore ha detto che i Pink Floyd non hanno mai menzionato in studio quel film.
Si conclude con il suono di un muro ("il muro") che crolla.

## Trama
Come le altre canzoni dell'album The Wall, The Trial narra una parte della storia di Pink, il protagonista dell'album.
Insieme ad Outside the Wall, è l'unico brano dell'album a raccontare la storia da un punto di vista diverso da quello del protagonista.
La canzone si concentra sul personaggio principale, Pink, che avendo vissuto una vita piena di disturbi emotivi cercando di compensarli con l'abuso di sostanze stupefacenti, ha un terribile esaurimento nervoso (che aveva cominciato a manifestarsi con l'inizio delle allucinazioni in In the Flesh).
The Trial (il processo) rappresenta un punto fondamentale per la salute mentale di Pink.
Pink viene giudicato per essere stato "colto in flagrante mentre mostrava sentimenti di natura quasi umana". Di sicuro questo significa che Pink ha commesso un crimine contro se stesso, contro ciò che è diventato, tentando di comportarsi come una persona normale, di uscire dal suo "muro", fallendo e diventando l'individuo che più odia, simile a quello che ha ucciso il padre: un Nazista.
Naturalmente non è un vero nazista nella sua vita, ma lo è nelle sue allucinazioni, causate probabilmente dall'iniezione del dottore in Comfortably Numb, allucinazioni nelle quali ora si trova sotto processo.
Vari personaggi della vita di Pink partecipano al processo, come testimoni: il severo maestro di scuola, avverso al protagonista; la moglie, che lo ha tradito e che lo accusa di non averle parlato abbastanza spesso; la sua soffocante madre iperprotettiva, che lo vuole riportare a casa da lei. Il giudice Verme, invece, incarna la difficoltà di Pink a raggiungere la sanità mentale.
La prima parte del processo è condotta dall'avvocato dell'accusa, interrotto dal ritornello di Pink, che piange per la sua sempre più precaria salute mentale e si chiede dov'è la porta nel muro dalla quale è entrato. Il processo termina con la sentenza del giudice, il quale ordina che Pink venga messo davanti ai suoi pari e impone a Pink di abbattere il muro. Pink obbedisce e da qui si introduce la canzone Outside the Wall.

Non è ben chiaro come sia stato abbattuto il muro, ma c'è un piccolo indizio nella canzone The Final Cut dall'omonimo album. Nel testo Waters dice,
 e nel momento in cui Waters canta "behind The Wall" si sente il frastuono di un fucile.
Comunque, nella versione video di The Trial, mentre il muro viene distrutto, si può sentire un grido (probabilmente) di rabbia disumanamente prolungato, fino a scendere di tono e zittirsi.

## Versione Video
Nel film Pink Floyd The Wall il segmento di The Trial è interamente animato da Gerald Scarfe ed è caratterizzato da disegni insoliti dai colori accesi.
Il segmento del film non si basa solo sulle immagini, ma anche sui temi, la musica, e il testo della canzone originale. Tutti i personaggi hanno le classiche forme dei cartoni animati e si muovono con gesti molto teatrali.
Il "processo" si svolge su un palco, davanti al pubblico, e si apre con l'avvocato dell'accusa che fa il suo discorso di apertura davanti al giudice, un'enorme tenia.
L'avvocato chiama subito il primo testimone, "Il Professore" (citato anche in The Happiest Days of Our Lives), rappresentato come una marionetta manovrata dalla sua autoritaria moglie "grassa e psicopatica".
Durante la sua testimonianza, ovviamente contro Pink, il professore è rappresentato mentre trita i suoi studenti in un tritacarne e mentre, per sfogarsi dalla rabbia repressa che gli causa la moglie, li picchia. Prima di uscire di scena chiede al giudice di martellare il suo ex-studente, rappresentato come un pupazzo inerme, e si trasforma in un martello.
Il secondo testimone ad essere chiamato è l'ex moglie di Pink, che appare con le sembianze di uno scorpione, poi si trasforma in una mantide religiosa, che tiene Pink tra le sue mani con disprezzo.
Appena scompare la moglie entra in scena la madre, che precipita dal cielo prima con le sembianze di un aeroplano, poi di due gigantesche labbra che mangiano Pink, per poi trasformarsi nella vera immagine della madre che culla il suo bambino. Sulle parole "Let me take him home" la donna si trasforma nel muro (The Wall).
Il giudice Verme, rappresentato come i genitali di un uomo visto da dietro, con l'ano al posto della bocca, uno scroto al posto del mento e completo di gambe, è l'ultima caricatura che compare nel segmento del film; questa strana scelta di disegnare così il giudice deriva da una citazione del libro Oliver Twist di Charles Dickens: "The law is an ass" (in italiano: "La legge è un culo").
Infine, dopo la sentenza del giudice (abbattere il muro) si rivedono in "stile flashback" le scene più tragiche della vita di Pink. A poco a poco, queste "scene" si dissolvono, facendo rimanere la cupa immagine del muro, che nel silenzio totale, esplode ad un tratto in un boato assordante.
La sequenza animata venne proiettata sul muro nei concerti del tour di The Wall 1980/81 mentre Roger Waters cantava davanti alle immagini. Inoltre, nel filmato si possono notare numerosi richiami all'immagine del martello, protagonista in tutto l'album.

## Esecutori
- Roger Waters - voce[3]
- Nick Mason - percussioni[3]
- David Gilmour - chitarre[3], bass guitar[3]
- Richard Wright - pianoforte[3]
- Vicki & Clare - coro[3]
- New York Orchestra diretta da Michael Kamen[3]